# Željezara Vareš
Željezara Vareš je bivše poduzeće u Varešu.

## Povijest
Osnovala ju je Austro-Ugarska 1891. godine. Podignuta je za potrebe topljenja i prerade željezne rude. U povijest je više puta prošla prenamjene, uređivanja i promjene u smislu proizvodne namjene i izgleda. Stalna je bila osnovna djelatnost topljenja i prerade željeza. 16. kolovoza 1891. godine puštena je u rad prva visoka peć. To je bila prva visoka peć u BiH i u ovom dijelu Europe. Tako je počela industrijalizacija Vareša i šire regije. U najboljim vremenima rudnik željezne rude i željezara zapošljavali su 3.000 radnika. Svako je domaćinstvo prije rata imalo po jednog zaposlenog u tom subjektu i standard života bio je dobar. Dugo je uspješno poslovala crna metalurgija u ovom kraju. Vareš je od 1945. do 1992. bio da je u doba dogovorne ekonomije bila jedna od najsolidarnijih općina. Stalno je bio spreman pomoći drugima ulagajući. U Sarajevu je među ulagačima u izgradnju bivše Energoinvestove poslovne zgrade u bivšoj ulici JNA bio Rudnik i željezara Vareš. Vareš je platio danak hiperprodukciji. Zapošljavao je 5000 osoba u metalnoj industriji. U drugoj polovini 20. stoljeća bila je neplanska politika s rudarstvom i metalurgijom. 1980-ih Jugoslaviju je zahvatila ekonomska kriza, država je gotovo bankrotirala, a u Varešu je u rudači osiromašilo željezo u koncentratu. Bio je preveliki udio sumpora i ostalih oksidansa koji štete okolišu. Novi udarac zadala je Zenica koju je izgradio Vareš. Taj glavni kupac vareškog Rudnika i željezara postupno je otkazivao kupovinu te željezne rude. Uprava Rudnika i željezare Vareš naručili su studiju fizibilnosti od British Steel Company iz Londona 1985. i 1986. da bi se vidilo stanje u metalnoj industriji uz posebni naglasak na stanje u rudarstvu. Studija je pokazala neisplativost eksploatacije željezne rude po postojećim uvjetima. Održavanje eksploatacije značilo je prioniuti na skupo jamsko kopanje koje daje i manje rezultate. Za rješenje je ponuđeno restrukturiranje tadašnjeg Rudnika željezne rude na pet sestrinskih poduzeća: rudarstvo, visoka peć – željezara, tvornica rezervnih dijelova, mehanička radionica i amfibolit – kamenolom. Započeto je pred rat. Ratom je devastirano sve vrijedno, a odlazak srednje i visoko školovanog kadra iz oblasti metaloprerade učinio je svoje.
Odlukom Vlade FBIH od 1997. godine Rudnik i željezara Vareš prestali su s radom. Danas više nema rudnika i željezare u Varešu. Preostali rudokopi i pogoni vareške željezare u potpuno su ruševnom stanju. Mještani pokušavaju zaštititi rudarsko i industrijsko naslijeđe. Prepreku čine vrlo loša privatizacija, neriješeni vlasnički odnosi i neslaganje lokalnih i viših razina vlasti.